# Germany's Next Topmodel (mùa 16)
Germany's Next Topmodel, Mùa 16 là mùa thứ mười sáu của Germany's Next Topmodel (thường được viết tắt là GNTM) được phát sóng trên mạng lưới truyền hình Đức ProSieben. Chương trình bắt đầu phát sóng vào ngày 4 tháng 2 năm 2021. Giống như mùa trước, toàn bộ dàn giám khảo sẽ chỉ bao gồm Heidi Klum và một hay hai vị giám khảo khách mời trong mỗi tập.
Trong mùa giải này, vì đại dịch Covid-19 nên lần đầu tiên các thí sinh sẽ không được ra nước ngoài và toàn bộ mùa giải sẽ chỉ diễn ra tại Berlin.
Người chiến thắng của mùa giải này là Alex-Mariah Peter, 23 tuổi từ Köln. Cô giành được: giải thưởng tiền mặt trị giá 100.000€, lên ảnh bìa tạp chí Harper's Bazaar và một chiếc Opel Mokka.

## Các thí sinh
(Tuổi tính từ ngày dự thi)
| Thí sinh                      | Tuổi | Chiều cao               | Quê quán          | Bị loại ở | Hạng         |
| ----------------------------- | ---- | ----------------------- | ----------------- | --------- | ------------ |
| Alexandra Reinke              | 21   | 1,75 m (5 ft 9 in)      | Köln              | Tập 1     | 31-26        |
| Franziska Bergander           | 24   | 1,74 m (5 ft 8+1⁄2 in)  | Nürnberg          | Tập 1     | 31-26        |
| Lena Schreiber                | 21   | 1,73 m (5 ft 8 in)      | Main-Spessart     | Tập 1     | 31-26        |
| Maria-Sophie Damiano          | 19   | 1,55 m (5 ft 1 in)      | Konstanz          | Tập 1     | 31-26        |
| Samantha Herbst               | 20   | 1,78 m (5 ft 10 in)     | Hamburg           | Tập 1     | 31-26        |
| Vanessa Gros                  | 21   | 1,83 m (6 ft 0 in)      | München           | Tập 1     | 31-26        |
| Ricarda Häschke               | 21   | 1,77 m (5 ft 9+1⁄2 in)  | Pinneberg         | Tập 2     | 25 (bỏ cuộc) |
| Anna-Maria 'Maria' Schimanski | 21   | 1,69 m (5 ft 6+1⁄2 in)  | Flensburg         | Tập 2     | 24           |
| Sara Ullman                   | 20   | 1,77 m (5 ft 9+1⁄2 in)  | Aichtal           | Tập 3     | 23 (bỏ cuộc) |
| Nana Fofana                   | 19   | 1,80 m (5 ft 11 in)     | Hamburg           | Tập 3     | 22           |
| Mira Folster                  | 19   | 1,77 m (5 ft 9+1⁄2 in)  | Bordesholm        | Tập 4     | 21 (bỏ cuộc) |
| Sarah Ahrend                  | 22   | 1,76 m (5 ft 9+1⁄2 in)  | Kaiserslautern    | Tập 4     | 20           |
| Amina Hotait                  | 21   | 1,73 m (5 ft 8 in)      | Berlin            | Tập 5     | 19           |
| Miriam Rautert                | 24   | 1,65 m (5 ft 5 in)      | Berlin            | Tập 6     | 18           |
| Chanel Silsberg               | 21   | 1,72 m (5 ft 7+1⁄2 in)  | Oer-Erkenschwick  | Tập 7     | 17           |
| Jasmine Jüttner               | 21   | 1,80 m (5 ft 11 in)     | Viên, Áo          | Tập 8     | 16 (bỏ cuộc) |
| Alysha Hübner                 | 19   | 1,68 m (5 ft 6 in)      | Berlin            | Tập 8     | 15           |
| Linda Braunberger             | 20   | 1,73 m (5 ft 8 in)      | Niederelbert      | Tập 9     | 14           |
| Mareike Müller                | 26   | 1,80 m (5 ft 11 in)     | Halle             | Tập 9     | 13           |
| Romy Wolf                     | 19   | 1,73 m (5 ft 8 in)      | Görlitz           | Tập 10    | 12 (bỏ cuộc) |
| Larissa Onac                  | 22   | 1,77 m (5 ft 9+1⁄2 in)  | Achim             | Tập 11    | 11           |
| Elisa Schattenberg            | 20   | 1,74 m (5 ft 8+1⁄2 in)  | Dortmund          | Tập 12    | 10           |
| Ana Martinovic                | 20   | 1,77 m (5 ft 9+1⁄2 in)  | Neu-Ulm           | Tập 13    | 9            |
| Angelina 'Luca' Vanak         | 19   | 1,78 m (5 ft 10 in)     | Bitterfeld-Wolfen | Tập 14    | 8            |
| Liliana Maxwell               | 21   | 1,79 m (5 ft 10+1⁄2 in) | Rheda-Wiedenbrück | Tập 15    | 7            |
| Yasmin Boulaghmal             | 19   | 1,80 m (5 ft 11 in)     | Braunschweig      | Tập 16    | 6            |
| Ashley Amegan                 | 22   | 1,76 m (5 ft 9+1⁄2 in)  | München           | Tập 16    | 5 (bỏ cuộc)  |
| Romina Palm                   | 21   | 1,68 m (5 ft 6 in)      | Köln              | Tập 17    | 4            |
| Soulin Omar                   | 20   | 1,73 m (5 ft 8 in)      | Hamburg           | Tập 17    | 3            |
| Dascha Carriero               | 20   | 1,78 m (5 ft 10 in)     | Solingen          | Tập 17    | 2            |
| Alex-Mariah Peter             | 23   | 1,83 m (6 ft 0 in)      | Köln              | Tập 17    | 1            |

## Thứ tự gọi tên
| 1  | Chanel       | Romy                | Linda   | Amina   | Mareike | Soulin  | Jasmine | Soulin  | Soulin  | Ana     | Soulin  | Alex    | Romina  | Dascha  | Alex    | Soulin | Soulin | Dascha | Alex   |  |  |  |  |  |  |  |  |  |  |  |  |  |  |  |  |  |
| 2  | Nana         | Liliana             | Elisa   | Liliana | Ana     | Ashley  | Alysha  | Mareike | Ana     | Romina  | Dascha  | Dascha  | Yasmin  | Romina  | Soulin  | Alex   | Alex   | Alex   | Dascha |  |  |  |  |  |  |  |  |  |  |  |  |  |  |  |  |  |
| 3  | Romy         | Miriam              | Alysha  | Ana     | Liliana | Ana     | Liliana | Alex    | Dascha  | Soulin  | Liliana | Ashley  | Ashley  | Liliana | Dascha  | Ashley | Dascha | Soulin |        |  |  |  |  |  |  |  |  |  |  |  |  |  |  |  |  |  |
| 4  | Ana          | Nana                | Larissa | Yasmin  | Alex    | Alysha  | Romina  | Romina  | Elisa   | Luca    | Romina  | Soulin  | Luca    | Yasmin  | Romina  | Romina | Romina |        |        |  |  |  |  |  |  |  |  |  |  |  |  |  |  |  |  |  |
| 5  | Elisa        | Jasmine             | Luca    | Chanel  | Chanel  | Elisa   | Linda   | Ana     | Ashley  | Dascha  | Yasmin  | Yasmin  | Alex    | Alex    | Ashley  | Dascha |        |        |        |  |  |  |  |  |  |  |  |  |  |  |  |  |  |  |  |  |
| 6  | Alex         | Mira                | Chanel  | Mareike | Miriam  | Romy    | Soulin  | Luca    | Romina  | Ashley  | Elisa   | Luca    | Soulin  | Soulin  | Yasmin  | Yasmin |        |        |        |  |  |  |  |  |  |  |  |  |  |  |  |  |  |  |  |  |
| 7  | Alysha       | Alex                | Soulin  | Soulin  | Romy    | Luca    | Alex    | Yasmin  | Alex    | Alex    | Luca    | Romina  | Liliana | Ashley  | Liliana |        |        |        |        |  |  |  |  |  |  |  |  |  |  |  |  |  |  |  |  |  |
| 8  | Luca         | Luca                | Alex    | Romy    | Romina  | Dascha  | Ana     | Dascha  | Larissa | Yasmin  | Alex    | Ana     | Dascha  | Luca    |         |        |        |        |        |  |  |  |  |  |  |  |  |  |  |  |  |  |  |  |  |  |
| 9  | Amina        | Linda               | Romy    | Miriam  | Ashley  | Liliana | Dascha  | Larissa | Yasmin  | Larissa | Ana     | Liliana | Ana     |         |         |        |        |        |        |  |  |  |  |  |  |  |  |  |  |  |  |  |  |  |  |  |
| 10 | Jasmine      | Yasmin              | Amina   | Jasmine | Jasmine | Linda   | Larissa | Romy    | Liliana | Liliana | Ashley  | Elisa   |         |         |         |        |        |        |        |  |  |  |  |  |  |  |  |  |  |  |  |  |  |  |  |  |
| 11 | Mira         | Ana                 | Ashley  | Larissa | Yasmin  | Alex    | Yasmin  | Elisa   | Romy    | Elisa   | Larissa |         |         |         |         |        |        |        |        |  |  |  |  |  |  |  |  |  |  |  |  |  |  |  |  |  |
| 12 | Larissa      | Sarah               | Sarah   | Romina  | Luca    | Larissa | Elisa   | Linda   | Luca    | Romy    |         |         |         |         |         |        |        |        |        |  |  |  |  |  |  |  |  |  |  |  |  |  |  |  |  |  |
| 13 | Sarah        | Ashley              | Yasmin  | Alex    | Larissa | Romina  | Luca    | Liliana | Mareike |         |         |         |         |         |         |        |        |        |        |  |  |  |  |  |  |  |  |  |  |  |  |  |  |  |  |  |
| 14 | Ashley       | Soulin              | Romina  | Alysha  | Elisa   | Chanel  | Romy    | Ashley  | Linda   |         |         |         |         |         |         |        |        |        |        |  |  |  |  |  |  |  |  |  |  |  |  |  |  |  |  |  |
| 15 | Linda        | Romina              | Jasmine | Linda   | Alysha  | Mareike | Ashley  | Alysha  |         |         |         |         |         |         |         |        |        |        |        |  |  |  |  |  |  |  |  |  |  |  |  |  |  |  |  |  |
| 16 | Miriam       | Dascha              | Mareike | Ashley  | Dascha  | Yasmin  | Mareike | Jasmine |         |         |         |         |         |         |         |        |        |        |        |  |  |  |  |  |  |  |  |  |  |  |  |  |  |  |  |  |
| 17 | Sara         | Amina               | Ana     | Chanel  | Soulin  | Jasmine | Chanel  |         |         |         |         |         |         |         |         |        |        |        |        |  |  |  |  |  |  |  |  |  |  |  |  |  |  |  |  |  |
| 18 | Maria        | Chanel              | Dascha  | Dascha  | Linda   | Miriam  |         |         |         |         |         |         |         |         |         |        |        |        |        |  |  |  |  |  |  |  |  |  |  |  |  |  |  |  |  |  |
| 19 | Yasmin       | Alysha Mareike Sara | Miriam  | Elisa   | Amina   |         |         |         |         |         |         |         |         |         |         |        |        |        |        |  |  |  |  |  |  |  |  |  |  |  |  |  |  |  |  |  |
| 20 | Mareike      | Alysha Mareike Sara | MIra    | Sarah   |         |         |         |         |         |         |         |         |         |         |         |        |        |        |        |  |  |  |  |  |  |  |  |  |  |  |  |  |  |  |  |  |
| 21 | Romina       | Alysha Mareike Sara | Liliana | Mira    |         |         |         |         |         |         |         |         |         |         |         |        |        |        |        |  |  |  |  |  |  |  |  |  |  |  |  |  |  |  |  |  |
| 22 | Dascha       | Elisa               | Nana    |         |         |         |         |         |         |         |         |         |         |         |         |        |        |        |        |  |  |  |  |  |  |  |  |  |  |  |  |  |  |  |  |  |
| 23 | Liliana      | Larissa             | Sara    |         |         |         |         |         |         |         |         |         |         |         |         |        |        |        |        |  |  |  |  |  |  |  |  |  |  |  |  |  |  |  |  |  |
| 24 | Soulin       | Maria               |         |         |         |         |         |         |         |         |         |         |         |         |         |        |        |        |        |  |  |  |  |  |  |  |  |  |  |  |  |  |  |  |  |  |
| 25 | Ricarda      | Ricarda             |         |         |         |         |         |         |         |         |         |         |         |         |         |        |        |        |        |  |  |  |  |  |  |  |  |  |  |  |  |  |  |  |  |  |
| 26 | Lena         |                     |         |         |         |         |         |         |         |         |         |         |         |         |         |        |        |        |        |  |  |  |  |  |  |  |  |  |  |  |  |  |  |  |  |  |
| 27 | Samantha     |                     |         |         |         |         |         |         |         |         |         |         |         |         |         |        |        |        |        |  |  |  |  |  |  |  |  |  |  |  |  |  |  |  |  |  |
| 28 | Alexandra    |                     |         |         |         |         |         |         |         |         |         |         |         |         |         |        |        |        |        |  |  |  |  |  |  |  |  |  |  |  |  |  |  |  |  |  |
| 29 | Vanessa      |                     |         |         |         |         |         |         |         |         |         |         |         |         |         |        |        |        |        |  |  |  |  |  |  |  |  |  |  |  |  |  |  |  |  |  |
| 30 | Maria-Sophie |                     |         |         |         |         |         |         |         |         |         |         |         |         |         |        |        |        |        |  |  |  |  |  |  |  |  |  |  |  |  |  |  |  |  |  |
| 31 | Franziska    |                     |         |         |         |         |         |         |         |         |         |         |         |         |         |        |        |        |        |  |  |  |  |  |  |  |  |  |  |  |  |  |  |  |  |  |

     Thí sinh được miễn loại
     Thí sinh bị loại
     Thí sinh bị loại trước khi đánh giá
     Thí sinh bị tước quyền thi đấu
     Thí sinh dừng cuộc thi
     Thí sinh chiến thắng cuộc thi
- Thứ tự gọi tên chỉ lần lượt từng người an toàn
- Trong tập 3, Alex, Alysha, Amina, Ashley, Chanel, Elisa, Larissa, Linda, Luca, Romy và Soulin được miễn loại ngay trong buổi chụp hình vì đã thực hiện tốt nhất trong cặp của họ.
- Trong tập 4, sau khi Soulin được an toàn thì cô đã được nhận những tấm ảnh của các cô gái còn lại từ Heidi và nhờ cô nói với họ rằng họ đều được an toàn.
- Trong tập 6, Alysha, Ana, Ashley, Dascha, Elisa, Luca, Romy và Soulin được miễn loại vì đã thể hiện tốt nhất ngay trong buổi chụp hình.
- Trong tập 7, Jasmine không thể tham gia vào thử thách và buổi quay quảng cáo vì lí do sức khỏe, nhưng cô vẫn được an toàn. Và cũng vì lí do sức khỏe mà cô sau đó đã xin dừng cuộc thi ở tập sau
- Trong tập 10, Romy dừng cuộc thi vì lí do sức khoẻ và không một ai bị loại trong tập này.
- Trong tập 12, không có buổi chụp hình được diễn ra trong tập này và các thí sinh được đánh giá qua phần thể hiện của họ ở những buổi casting.
- Trong tập 14, không có buổi chụp hình được diễn ra trong tập này và các thí sinh được đánh giá qua phần thể hiện của họ ở những buổi casting cho Berlin Fashion Week.
- Trong tập 16, sau khi Ashley được thông báo là cô sẽ vào chung kết thì chương trình đã hiện lên dòng tin nhắn là Ashley sẽ xin dừng cuộc thi vì lí do cá nhân.

### Buổi chụp hình
- Tập 2: Ảnh mở đầu chương trình theo nhóm
- Tập 3: Ảnh trắng đen vũ công balê trên đường phố theo cặp
- Tập 4: Quý cô thập niên 1970 dắt chó trong giày patanh
- Tập 5: Trình diễn thời trang cho Christian Cowan
- Tập 6: Ảnh thẻ người mẫu
- Tập 7: Video: Quảng cáo những sản phẩm ngẫu nhiên trong phong cách thập niên 1980
- Tập 8: Tạo dáng bên trong khối hộp xoay vòng theo nhóm
- Tập 9: Nàng tiên trên không trước phong cảnh thành phố
- Tập 10: Video: Mâu thuẫn trong tiệm tạp hóa với Otto Waalkes
- Tập 11: Bức tranh bướm nghệ thuật
- Tập 13: Người vô gia cư khoả thân
- Tập 15: Nữ hoàng băng giá với người mẫu nam
- Tập 16: Ảnh bìa tạp chí Harper's Bazaar
- Tập 17: Video âm nhạc: Behind Blue Eyes - Tokio Hotel & VIZE